# Canaules-et-Argentières
Canaules-et-Argentières település Franciaországban, Gard megyében. Lakosainak száma 477 fő (2022. január 1.). Canaules-et-Argentières Lézan, Logrian-Florian, Massillargues-Attuech, Puechredon, Saint-Jean-de-Serres, Saint-Nazaire-des-Gardies és Savignargues községekkel határos.

## Népesség
A település népességének változása:
| Lakosok száma | 399  | 352  | 353  | 342  | 375  | 402  | 434  | 452  | 466  | 477  |
|               | 1885 | 1975 | 1990 | 1999 | 2011 | 2015 | 2017 | 2018 | 2020 | 2022 |